# 31684 Lindsay
31684 Lindsay è un asteroide della fascia principale. Scoperto nel 1999, presenta un'orbita caratterizzata da un semiasse maggiore pari a 2,7571137 UA e da un'eccentricità di 0,0791658, inclinata di 3,85385° rispetto all'eclittica.